# Michèle Montas
Michèle Montas (* 1946 in Port-au-Prince) ist eine haitianische Journalistin und seit 1. Januar 2007 Sprecherin des Generalsekretärs der Vereinten Nationen Ban Ki-moon.
Montas begann ihre journalistische Laufbahn zusammen mit ihrem Mann Jean Dominique in den 1970er Jahren mit dem Aufbau von Radio Haiti-Inter. Im April 2000 wurde Dominique ermordet. Montas führte den Sender alleine bis zum Februar 2003 weiter. Nach mehreren Morddrohungen floh sie 2003 nach New York.
Dort unterstützte sie Jonathan Demme bei der Produktion von „The Agronomist“, einer Dokumentation über das Leben ihres Mannes. Für ihr Engagement gegen die Straflosigkeit in Haiti erhielt sie 2003 den Menschenrechtspreis von Reporter ohne Grenzen.
Zwischen September 2003 und September 2004 war sie Sprecherin der Generalversammlung der Vereinten Nationen.